# Eduardo Schuldt
Eduardo Schuldt es un animador y cineasta peruano, reconocido por dirigir películas animadas como Piratas en el Callao, El Delfín: La historia de un soñador, Los ilusionautas, Condorito: la película, Una aventura gigante y Milagros: Una osa extraordinaria. Su trabajo en el cine ha tenido recepciones negativas en su mayor parte, debido a la limitada animación. Paralelo a su trabajo en el cine, Schuldt ha dirigido un centenar de comerciales para televisión y ha creado experiencias en formato 3D para diversos parques temáticos.

## Carrera

### Inicios
Schuldt debutó como director de largometrajes con Piratas en el Callao (2005), la primera película peruana de animación en formato 3D. Un año después dirigió Dragones: Destino de fuego, cinta inspirada en el libro del mismo nombre del economista y escritor Hernán Garrido-Lecca.
En 2009 dirigió El Delfín: La historia de un soñador, basada en la novela del escritor peruano Sergio Bambarén Roggero, seguida de Lars y el misterio del portal (2011). Ese mismo año los medios anunciaron que Schuldt dirigiría Gogo's Crazy Bones, reconocida por RPP Noticias como la primera serie animada producida en el Perú. En 2012 dirigió Los ilusionautas, reconocido como el filme peruano más taquillero de ese año, con una recaudación superior a los 740 mil dólares.
En 2015 abandonó temporalmente el cine de animación para abordar la temática de terror con La entidad, el primer largometraje peruano de este género en formato 3D, acerca de un grupo de estudiantes que descubren un oscuro secreto durante la filmación de un documental. Ese mismo año dirigió El cascanueces, un filme animado basado en el libro del mismo nombre de Theodor Amadeus Hoffmann que en su versión internacional contó con las voces de los actores Ed Asner y Alicia Silverstone.

### Condorito: La películay actualidad
También en 2015, los medios anunciaron que Schuldt se encontraba desarrollando una película animada acerca de Condorito, personaje de caricatura creado por el dibujante chileno Pepo. La cinta se estrenó en octubre de 2017, contó con la dirección de Schuldt y Alex Orrelle y fue distribuida por 20th Century Fox. Dado el éxito en taquilla cosechado por el filme, en 2020 el cineasta aseguró que ya se encontraba preparando una secuela.
En 2023 Schuldt estrenó dos nuevas películas de animación: Una aventura gigante, que relata la historia de dos jóvenes que conocen a las divinidades prehispánicas que habitan en la zona de las Líneas de Nazca, y Milagros: Una osa extraordinaria, basada en la obra literaria del mismo nombre de Hernán Garrido-Lecca.
En 2024 estrenó la secuela de Piratas del Callao (la nombrada Piratas del Callao: El Regreso de L'Hermite) bajo el formato de realidad virtual bautizado como Adventure Cinema.

## Filmografía
| Año  | Título                               | Rol                             |
| ---- | ------------------------------------ | ------------------------------- |
| 2005 | Piratas en el Callao                 | Director                        |
| 2006 | Dragones: Destino de fuego           | Director                        |
| 2009 | El Delfín: La historia de un soñador | Director y guionista            |
| 2011 | Lars y el misterio del portal        | Director                        |
| 2011 | Gogo's Crazy Bones                   | Director                        |
| 2012 | Los ilusionautas                     | Director                        |
| 2015 | La entidad                           | Director, guionista y productor |
| 2015 | El cascanueces                       | Director                        |
| 2015 | El beneficio de la duda              | Productor                       |
| 2017 | Condorito: La película               | Codirector                      |
| 2023 | Una aventura gigante                 | Director                        |
| 2023 | Milagros: Una osa extraordinaria     | Director                        |
| 2026 | Condorito 2: En Pelotillehue         | Director                        |